# سیسال (خواننده)
سیسال (به انگلیسی: Sissal) با نام کامل سیسال یوهانا نوربرگ نیکلاسن (به انگلیسی: Sissal Jóhanna Norðberg Niclasen) (زاده ۱۳ فوریهٔ ۱۹۹۵) خواننده دانمارکی و متولد جزایر فارو است.
او نماینده دانمارک در یوروویژن ۲۰۲۵ است.